# Sanjuana Martínez
Sanjuana Martínez Montemayor (Monterrey, Nuevo León; 11 de abril de 1963) es una periodista mexicana, especializada en el periodismo de investigación. Ha sido reconocida con el Premio Nacional de Periodismo en 2006 y el Premio Ortega y Gasset en 2008. Fue la directora de la Agencia pública de noticias Notimex desde el 21 de marzo de 2019 hasta el 22 de diciembre de 2023.

## Primeros años
Sanjuana Martínez Montemayor nació en Monterrey, Nuevo León, México el 11 de abril de 1963. Estudió periodismo en la Universidad Autónoma de Nuevo León (UANL) y el posgrado en la Universidad Complutense de Madrid.

## Carrera periodística
En 2006 ganó el Premio Nacional de Periodismo de México en la categoría de periodismo de investigación por su reportaje sobre la pederastia clerical en el país.
Ha sufrido amenazas, acoso y persecución, por sus reportajes. Se ha destacado como reportera de investigación en la prensa escrita, la radio y la televisión. Practica el periodismo narrativo. El Comité para la Protección de los Periodistas, con sede en Nueva York, documentó y denunció las amenazas de muerte que la periodista ha recibido a raíz de sus investigaciones en torno al cardenal Norberto Rivera Carrera y los delitos de abusos sexuales de sacerdotes en México.
El 21 de marzo de 2019, fue designada como directora de la Agencia pública de noticias Notimex por el Senado de la República.

## Controversias
Durante su cargo como directora de la agencia de noticias del estado mexicano Notimex, Sanjuana Martínez ha sido acusada de despido laboral injustificado, despotismo y acoso laboral. En agosto de 2020, el programa BBC Trending de la emisora BBC World dedicó su emisión a la gestión de Martínez al frente de Notimex, entrevistando a empleados actuales y pasados que describen ataques sistemáticos que habrían recibido por parte de la dirección, presuntamente orientados a desacreditar y humillar a quienes no se ajustasen a los deseos de Sanjuana Martínez.
El 30 de marzo de 2021, el Departamento de Estado de Estados Unidos publicó un informe anual sobre derechos humanos. En el documento se mencionó la campaña de desprestigio que Notimex habría realizado en contra de periodistas y excolaboradores que trabajaron en la agencia. El informe utiliza la información recolectada por Artículo 19, Signa Lab y Aristegui Noticias, que señala cómo Sanjuana Martínez habría dirigido los ataques contra estos periodistas a través de un chat de WhatsApp denominado «Avengers». Manuel Ortiz, exdirector de noticias de Notimex, señaló en la investigación que la directora de Notimex le ordenó atacar a periodistas que la cuestionaron. Signa Lab analizó también ataques coordinados de cuentas de Twitter a periodistas que criticaban a Andrés Manuel López Obrador en sus conferencias de prensa diarias. El presidente López Obrador dio su apoyo a Martínez, criticando los comentarios del Departamento de Estado y acusando a Artículo 19 de pertenecer "al movimiento conservador que está en contra nuestra".

## Libros
- El genocidio indígena del gobierno mexicano tiene signo de pesos. Chiapas y el PRI. España: Asociación de Jueces para la Democracia. 1998. OCLC 819773085.
- La cara oculta del Vaticano: de Ratzinger a Benedicto XVI: el papa inquisidor. México: Plaza Janés. 2005. ISBN 9685958556.
- Manto púrpura: pederastia clerical en tiempos del cardenal Norberto Rivera Carrera. México: Grijalbo. 2006. ISBN 9707802510.
- Sí se puede: el movimiento de los hispanos que cambiará a Estados Unidos. México: Grijalbo. 2006. ISBN 9685964068.
- Prueba de fe: la red de cardenales y obispos en la pederastía clerical. México: Planeta. 2007. OCLC 654409349.
- Verdades que no mueren: periodismo combatiendo la censura. Monterrey: Oficio. 2008. OCLC 949641934.
- Se venden niños. México: Temas de hoy. 2009. ISBN 9786070701627.
- La frontera del narco. México: Temas de hoy. 2011. ISBN 9786070709104.
- Las amantes del poder: los escandalosos usos y abusos del poder público en la vida privada. México: Temas de hoy. 2014. ISBN 9786070721120.
- Soy la dueña: una historia de poder y avaricia. México: Planeta. 2016. ISBN 9786070736520.
- La señora Calderón. México: Temas de hoy. 2018. ISBN 9786070748479.

### En coautoría
- Voces de Babel Editorial Alfaguara (2004).
- Los intocables. Editorial Planeta (2008).
- Un día sin inmigrantes. Editorial Grijalbo (2008).
- De los cuates pa' la raza. Editorial Para Leer en Libertad (2010).
- Antología 3 años leyendo en libertad (2013)
- Todos somos migrantes (2016)

## Premios y distinciones
- Premio Nacional de Periodismo 2006 (México)
- Primer Premio Nacional de Periodismo 2007 otorgado por el Club de Periodistas de México
- Premio Ortega y Gasset otorgado por el periódico El País al "Mejor Trabajo de Investigación" de la versión 25 de los Premios Ortega y Gasset de Periodismo.
- Premio Ronda de Periodismo de Investigación, 2008.
- Premio Rodolfo Walsh de la Semana Negra de Gijón 2008, por mejor obra de no ficción con su libro "Prueba de fe: la red de cardenales y obispos en la pederastia clerical".
- Reconocimiento otorgado por la Alianza Feminista de Nuevo León en el marco del 60 Aniversario de la Declaración Universal de los Derechos Humanos "por su destacado papel como periodista de denuncia y defensa de los grupos más vulnerabilizados por la sociedad como los niños, las niñas y las mujeres".(2008)
- Medalla otorgada por la Universidad Autónoma de Nuevo León en su 75 Aniversario por "la invaluable aportación de su obra" (2008).
- Premio Nacional de Periodismo José Pagés Llergo en la categoría de Derechos Humanos. (2009)
- Finalista del Premio Nuevo Periodismo de la Fundación Gabriel García Márquez con el reportaje "El Vallenato de Los Tapados" publicado en la Revista Gatopardo (2010)
- Medalla Omecíhuatl 2011 por su destacado compromiso con los derechos de las mujeres y su contribución a la construcción de una sociedad más justa y democrática.
- Primer Premio de Periodismo Lorenzo Natali 2011 otorgado por la Unión Europea.
- Premio Nacional de Periodismo 2011 otorgado por el Club de Periodistas de México, en la categoría de trabajo de mayor interés nacional por la difusión de reportajes de investigación.
- Premio Rodolfo Walsh por su libro "La Frontera del Narco" otorgado por la Semana Negra de Gijón 2012.
- Premio a la Libertad de Prensa por Reporteros Sin Fronteras que la nombró a nivel mundial "Periodista del Año 2014".